# 水落露石
水落 露石（みずおち ろせき、1872年4月18日（明治5年3月11日） - 1919年（大正8年）4月10日）は、日本の俳人。本名は義一、のちに庄兵衛。別号に聴蛙亭。大阪府出身。

## 経歴
1872年（明治5年）に大阪府安土町（現在の大阪市中央区、いわゆる船場にあたる）の裕福な商家に生まれる。府立大阪商業学校（のちの大阪商科大学、現在の大阪市立大学）を経て、泊園書院（現・ 関西大学）で藤沢南岳に漢学を学ぶ。その頃から俳句を始め、日本派の正岡子規に師事。東京の子規庵句会、松山の松風会に継いで3番目となる日本派の拠点、京阪満月会を興す。京阪満月会は寒川鼠骨、中川四明ら京都や大阪の日本派俳人を中心に拠った。しかしわずか1年で露石は地元の大阪で京阪満月会とは別に大阪満月会を興し、それに大阪の俳人たち、松瀬青々、野田別天楼、青木月斗らも続いた。以降は大阪俳壇の重鎮として子規を助け、与謝蕪村の研究家としても、蒐集した膨大な蕪村の原稿を『蕪村遺稿』（表紙は富岡鉄斎）として出版した。豊富な資金力から、子規亡き後を引き継いだ高浜虚子の『ホトトギス』発行に金銭的援助をし続けた。晩年は新傾向俳句にも傾倒し、同じ子規門の河東碧梧桐との交流も続けた。1919年、48歳で没。

## 句集・著作
- 『圭虫句集』（1897年）
- 『続圭虫句集』（1898年）
- 『蕪村遺稿』（1900年）
- 『下萌集』（1915年）
- 『蛙鼓』（1919年）
- 『聴蛙亭雑筆』（1921年）